# Lesothaans honkbalteam

Vlag van Lesotho.

Het Lesothaans honkbalteam is het nationale honkbalteam van Lesotho. Het team vertegenwoordigt Lesotho tijdens internationale wedstrijden. Het Lesothaans honkbalteam hoort bij de Afrikaanse Honkbal & Softbal Associatie (AHSA), maar Lesotho heeft ook zijn eigen associatie, de Lesotho Baseball and Softball Association. Deze bond regelt en organiseert veel op het gebied van honkbal en softbal in Lesotho.